# رناتو پایوا
رناتو پایوا (انگلیسی: Renato Paiva؛ زادهٔ ۲۲ مارس ۱۹۷۰) بازیکن فوتبال سابق و مربی کنونی اهل پرتغال است.